# Свети Мина (Слатина)
Вижте пояснителната страница за други значения на Мина.
„Свети Великомъченик Мина“ е българска църква в столицата София.
Църквата е строена по време на османското владичество през 1872 г. и първоначално е била посветена на „Света Троица“, тъй като по предание до края на XIV в. на това място е имало манастир „Св. Троица“, разрушен от турците, чиито развалини се виждали чак до края на XVII век. През Втората световна война храмът е бил посветен на „Св. Терапонтий“ (до 1957 г.), тъй като съществува предание, че на това място е бил посечен св. Терапонтий Сердикийски. Освен това изграденият на Редута храм (на земя собственост на храм „Св. Мина“), през 1943 г. е бил посветен на „Св. Троица“ с престол и на „Св. Атанасий Велики“. През 1957 г. църквата е посветена на „Св. Вмчк. Мина“ с храмов празник 11 ноември.
Църквата „Свети Великомъченик Мина“ е обслужвала нуждите на бившето село Слатина. Северно от храма са се намирали селските гробища, където са били погребани английските летци, загинали през 1943 г. – 1944 г. – при бомбардирането на София.
През 1955 г. храмът е обявен за паметник на културата, автентичен и единствен от XIX век на територията на София, а през 1989 г. и като архитектурно-художествен паметник на културата.
Църквата е еднокорабна, засводена, с една цилиндрична апсида без притвор. От стенописите са запазени само в апсидната ниша – 8 фигури на църковни отци и фигурата на св. Богородица ширшая небес в конхата над тях. В проскомидийната ниша е сцената „Христос жертва“, а в спомагателната ниша е „Сретение Христово“. Състоянието на стенописите е лошо, покрити с варна бадана, надраскани. Иконостасните икони са от края на XIX век от неизвестен, опитен, много добър късновъзрожденски зограф. В апостолския пояс, съгласно протокол от 1989 г. е имало 17 икони от XIX век нарисувани от същия зограф с много добри художествени качества. Тронът е дъсчен с икона на „Христос Архиерей“ от XIX век.
Църквата „Свети Великомъченик Мина“ има висока културно-историческа стойност като паметник – единствен от XIX век на територията на София.